# Polo aquático na Universíada de Verão de 2007
O polo aquático na Universíada de Verão de 2007 foi disputado no Aquatic Stadium da Srinakharinwirot University na Banguecoque, Tailândia entre 10 e 17 de agosto de 2007.

## Medalhistas
A Fedração de Esportes Universitários de Montenegro se tornou membro associado da Federação Internacional do Esporte Universitário (FISU) na Assembléia Geral anterior à Universíade de Verão de 2007. Na primeira participação em Universíadas, retornam com uma medalha de ouro no torneio de polo aquático, vencendo a equipe italiana na final. A Hungria ficou com a medalha de bronze ao derrotar a equipe espanhola na outra disputa final.
| Evento    | Ouro           | Prata      | Bronze      |
| --------- | -------------- | ---------- | ----------- |
| Masculino | MNE Montenegro | ITA Itália | HUN Hungria |

## Masculino
Esses foram os resultados do polo aquático masculino na Universíada de Verão de 2007:

### Fase preliminar
|  | Equipes qualificadas para as quartas-de-final Equipes qualificadas para a segunda fase Equipes qualificadas para a disputa do 13º ao 15º lugar |
|  | Equipes qualificadas para as quartas-de-final                                                                                                  |
|  | Equipes qualificadas para a segunda fase |
|  | Equipes qualificadas para a disputa do 13º ao 15º lugar                                                                                        |

Grupo A
| Posição | Equipe         | MNE  | RUS  | AUS  | THA  | Jogos | V | D | E | PF | PS | SP  | Pontos |
| ------- | -------------- | ---- | ---- | ---- | ---- | ----- | - | - | - | -- | -- | --- | ------ |
| 1       | MNE Montenegro | –    | 13-8 | 16-6 | 36-3 | 3     | 3 | 0 | 0 | 65 | 17 | 48  | 6      |
| 2       | RUS Rússia     | 8-13 | –    | 8-6  | 23-6 | 3     | 2 | 1 | 0 | 39 | 25 | 14  | 4      |
| 3       | AUS Austrália  | 6-16 | 6-8  | –    | 24-7 | 3     | 1 | 2 | 0 | 36 | 31 | 5   | 2      |
| 4       | THA Tailândia  | 3-36 | 6-23 | 7-24 | –    | 3     | 0 | 3 | 0 | 16 | 83 | -67 | 0      |

Grupo B
| Posição | Equipe            | SRB  | GBR  | JPN  | RSA  | Jogos | V | D | E | PF | PS | SP  | Pontos |
| ------- | ----------------- | ---- | ---- | ---- | ---- | ----- | - | - | - | -- | -- | --- | ------ |
| 1       | SRB Sérvia        | –    | 13-7 | 7-5  | 19-3 | 3     | 3 | 0 | 0 | 39 | 15 | 24  | 6      |
| 2       | GBR Grã-Bretanha  | 7-13 | –    | 9-8  | 16-7 | 3     | 2 | 1 | 0 | 32 | 28 | 4   | 4      |
| 3       | JPN Japão         | 5-7  | 8-9  | –    | 12-5 | 3     | 1 | 2 | 0 | 25 | 21 | 4   | 2      |
| 4       | RSA África do Sul | 3-19 | 7-16 | 5-12 | –    | 3     | 0 | 3 | 0 | 15 | 47 | -32 | 0      |

Grupo C
| Posição | Equipe      | HUN   | FRA   | ESP   | CHN  | Jogos | V | D | E | PF | PS | SP  | Pontos |
| ------- | ----------- | ----- | ----- | ----- | ---- | ----- | - | - | - | -- | -- | --- | ------ |
| 1       | HUN Hungria | –     | 11-11 | 10-8  | 25-6 | 3     | 2 | 0 | 1 | 46 | 25 | 21  | 5      |
| 2       | FRA França  | 11-11 | –     | 12-11 | 22-6 | 3     | 2 | 0 | 1 | 45 | 28 | 17  | 5      |
| 3       | ESP Espanha | 8-10  | 11-12 | –     | 16-4 | 3     | 1 | 2 | 0 | 35 | 26 | 9   | 2      |
| 4       | CHN China   | 6-25  | 6-22  | 4-16  | –    | 3     | 0 | 3 | 0 | 16 | 63 | -47 | 0      |

Grupo D
| Posição | Equipe          | ITA  | TUR  | KAZ  | Jogos | V | D | E | PF | PS | SP  | Pontos |
| ------- | --------------- | ---- | ---- | ---- | ----- | - | - | - | -- | -- | --- | ------ |
| 1       | ITA Itália      | –    | 12-4 | 15-5 | 2     | 2 | 0 | 0 | 27 | 9  | 18  | 4      |
| 2       | TUR Turquia     | 4-12 | –    | 9-4  | 2     | 1 | 1 | 0 | 13 | 16 | -3  | 2      |
| 3       | KAZ Cazaquistão | 5-15 | 4-9  | –    | 2     | 0 | 2 | 0 | 9  | 24 | -15 | 0      |

### Segunda fase
As equipes vencedoras foram qualificadas para as quartas-de-final e as perdedoras disputaram do 9º ao 12º lugar.
| Rússia    | 4-7  | JPN Japão        |
| Austrália | 6-5  | GBR Grã-Bretanha |
| França    | 16-4 | KAZ Cazaquistão  |
| Espanha   | 14-5 | TUR Turquia      |

### Fase final

#### Final
|  | Quartas de final | Quartas de final |                |             | Semifinais                   | Semifinais                   |  |  | Disputa da medalha de ouro | Disputa da medalha de ouro |
|  |                  |                  |                |             |                              |                              |  |  |                            |                            |
|  |                  |                  |                |             |                              |                              |  |  |                            |                            |
|  |                  |                  |                |             |                              |                              |  |  |                            |                            |
|  | HUN Hungria      | 11               |                |             |                              |                              |  |  |                            |                            |
|  | HUN Hungria      | 11               |                |             |                              |                              |  |  |                            |                            |
|  | JPN Japão        | 6                |                |             |                              |                              |  |  |                            |                            |
|  | JPN Japão        | 6                | HUN Hungria    | 6           |                              |                              |  |  |                            |                            |
|  |                  |                  | HUN Hungria    | 6           |                              |                              |  |  |                            |                            |
|  |                  | ITA Itália       | 14             |             |                              |                              |  |  |                            |                            |
|  | ITA Itália       | ITA Itália       | 14             | 19          |                              |                              |  |  |                            |                            |
|  | ITA Itália       |                  |                | 19          |                              |                              |  |  |                            |                            |
|  | AUS Austrália    | 7                |                |             |                              |                              |  |  |                            |                            |
|  | AUS Austrália    | 7                | ITA Itália     | 8           |                              |                              |  |  |                            |                            |
|  |                  |                  | ITA Itália     | 8           |                              |                              |  |  |                            |                            |
|  |                  | MNE Montenegro   | 11             |             |                              |                              |  |  |                            |                            |
|  | MNE Montenegro   | MNE Montenegro   | 11             | 9           |                              |                              |  |  |                            |                            |
|  | MNE Montenegro   |                  |                | 9           |                              |                              |  |  |                            |                            |
|  | FRA França       | 6                |                |             |                              |                              |  |  |                            |                            |
|  | FRA França       | 6                | MNE Montenegro | 11          | Disputa da medalha de bronze | Disputa da medalha de bronze |  |  |                            |                            |
|  |                  |                  | MNE Montenegro | 11          | Disputa da medalha de bronze | Disputa da medalha de bronze |  |  |                            |                            |
|  |                  | ESP Espanha      | 6              |             |                              |                              |  |  |                            |                            |
|  | SRB Sérvia       | ESP Espanha      | 6              | 8           | HUN Hungria                  | 9                            |  |  |                            |                            |
|  | SRB Sérvia       |                  |                | 8           | HUN Hungria                  | 9                            |  |  |                            |                            |
|  | ESP Espanha      | 9                |                | ESP Espanha | 8                            |                              |  |  |                            |                            |
|  | ESP Espanha      | 9                |                |             | 8                            |                              |  |  |                            |                            |
|  |                  |                  |                |             |                              |                              |  |  |                            |                            |
|  |                  |                  |                |             |                              |                              |  |  |                            |                            |

#### Disputa do 5º ao 8º lugar
|  | 5º ao 8º lugar | 5º ao 8º lugar |   |            | 5º e 6º lugar | 5º e 6º lugar |  |
|  |                |                |   |            |               |               |  |
|  |                |                |   |            |               |               |  |
|  | FRA França     | 6              |   |            |               |               |  |
|  | SRB Sérvia     | 7              |   |            |               |               |  |
|  |                |                |   |            |               |               |  |
|  |                |                |   |            |               |               |  |
|  |                |                |   |            | SRB Sérvia    | 15            |  |
|  |                | JPN Japão      | 6 |            |               |               |  |
|  |                |                |   |            |               |               |  |
|  |                |                |   |            |               |               |  |
|  |                |                |   |            | 7º e 8º lugar |               |  |
|  |                |                |   |            |               |               |  |
|  | JPN Japão      | 17             |   | FRA França | 12            |               |  |
|  | AUS Austrália  | 7              |   |            | AUS Austrália | 8             |  |

#### Disputa do 9º ao 12º lugar
|  | 9º ao 12º lugar  | 9º ao 12º lugar |    |            | 9º e 10º lugar   | 9º e 10º lugar |  |
|  |                  |                 |    |            |                  |                |  |
|  |                  |                 |    |            |                  |                |  |
|  | RUS Rússia       | 9               |    |            |                  |                |  |
|  | KAZ Cazaquistão  | 11              |    |            |                  |                |  |
|  |                  |                 |    |            |                  |                |  |
|  |                  |                 |    |            |                  |                |  |
|  |                  |                 |    |            | KAZ Cazaquistão  | 7              |  |
|  |                  | TUR Turquia     | 10 |            |                  |                |  |
|  |                  |                 |    |            |                  |                |  |
|  |                  |                 |    |            |                  |                |  |
|  |                  |                 |    |            | 11º e 12º lugar  |                |  |
|  |                  |                 |    |            |                  |                |  |
|  | GBR Grã-Bretanha | 6               |    | RUS Rússia | 17               |                |  |
|  | TUR Turquia      | 9               |    |            | GBR Grã-Bretanha | 9              |  |

#### Disputa 13º ao 15º lugar
| Posição | Equipe            | CHN   | RSA   | THA  | Jogos | V | D | E | PF | PS | SP  | Pontos |
| ------- | ----------------- | ----- | ----- | ---- | ----- | - | - | - | -- | -- | --- | ------ |
| 13      | CHN China         | –     | 13-12 | 16-9 | 2     | 2 | 0 | 0 | 29 | 21 | 8   | 4      |
| 14      | RSA África do Sul | 12-13 | –     | 19-7 | 2     | 1 | 1 | 0 | 31 | 20 | 11  | 2      |
| 15      | THA Tailândia     | 9-16  | 7-19  | –    | 2     | 0 | 2 | 0 | 16 | 35 | -19 | 0      |

### Classificação final
| Posição            | Equipe            | Jogos | Vitórias | Derrotas | Empates |
| ------------------ | ----------------- | ----- | -------- | -------- | ------- |
| Medalha de ouro.   | MNE Montenegro    | 6     | 6        |          |         |
| Medalha de prata.  | ITA Itália        | 5     | 4        | 1        |         |
| Medalha de bronze. | HUN Hungria       | 6     | 4        | 1        | 1       |
| 4                  | ESP Espanha       | 7     | 3        | 4        |         |
| 5                  | SRB Sérvia        | 6     | 5        | 1        |         |
| 6                  | JPN Japão         | 7     | 3        | 4        |         |
| 7                  | FRA França        | 7     | 4        | 2        | 1       |
| 8                  | AUS Austrália     | 6     | 2        | 4        |         |
| 9                  | TUR Turquia       | 5     | 2        | 3        |         |
| 10                 | KAZ Cazaquistão   | 5     | 1        | 4        |         |
| 11                 | RUS Rússia        | 6     | 3        | 3        |         |
| 12                 | GBR Grã-Bretanha  | 6     | 2        | 4        |         |
| 13                 | CHN China         | 5     | 2        | 3        |         |
| 14                 | RSA África do Sul | 5     | 1        | 4        |         |
| 15                 | THA Tailândia     | 5     |          | 5        |         |